# فريال زمخشري مولا
فريال زمخشري مولا (1963- 2019) إعلامية أردنية ولدت في عمان. كانت أول امرأة تتولى منصب مدير الإذاعة الأردنية .

## الدراسة والتعليم
- شهادة الدراسة الثانوية عام 1963
- دبلوم في التربية من الجامعة الأردنية سنه 1967.
- بكالوريوس فلسفة 1967 الجامعة الأردنية.
- ماجستير فلسفة 1989 الجامعة الأردنية

## المسيرة المهنية
- 1967 مذيعة منتجة
- 1975 رئاسة قسم البرامج الاجتماعية.
- 1977 رئاسة قسم البرامج الثقافية.
- 1980 رئاسة قسم البرامج الاجتماعية والموجهة.
- 1982 رئاسة قسم البرامج المنوعة والدراما .
- 1986 مراقبة للإنتاج.
- 1992 مساعدة لمدير البرامج.
- 1994 مديرة للبرامج.
- 2000 مديرة للإذاعة .
- 2003 مستشار في رئاسة الوزراء.

### مهام أخرى
- الإشراف المباشر على البرامج المشاركة في مهرجان القاهرة للإذاعة و التلفزيون.
- الإشراف المباشر على البرامج المشاركة في مهرجان تونس البرامجي ‘‘ اتحاد إذاعات الدول العربية‘‘.
- الإشراف المباشر على الأغاني المشاركة في مهرجان الأغنية العربية ومهرجان الأغنية الإذاعية واتحاد إذاعات الدول العربية .
- إلقاء المحاضرات في مركز التدريب الإعلامي – عمان.
- المسؤولية المباشرة عن التخطيط البرامجي، ومتابعة ما يبث على الهواء مباشرة.

### البرامج التي قمت بإعدادها وتقديمها
- البرامج الثقافية :(اخترت لك، روائع من الشرق والغرب، من مكتباتهم، الجانب الآخر، هذا الكتاب، مجلة الثقافة).
- البرامج الدرامية :(من المسرح العالمي، حياة فنان، لحظات). -
- البرامج المنوعة :(ستوديو المنوعات، أين الخطأ، ألوان والحان، بطاقات ملونة، محطات صغيرة، مرحبا يا صباح، ليلنا كلمات).
- البرامج الاجتماعية: (الأسرة والمجتمع، في بيوتنا). -
- برامج البث المباشر (ساعة على الهواء، البث المباشر، اللقاء المفتوح، ضيف على الهاتف).

## عضوية اللجان
- 2001 عضو لجنة دعم المرأة في الانتخابات المنبثقة عن اللجنة الوطنية الأردنية لشؤون المرأة.
- 2001 عضو لجنة التصفية الأولية لمهرجان الأغنية الأردنية .
- 2002 عضو لجنة التصفية الأولية، وعضو اللجنة الوطنية العليا لمهرجان الأغنية الأردنية.
- 2002 أمين عام مهرجان الأغنية العربية (اتحاد إذاعات الدول العربية ) .
- 2002 عضو اللجنة الإعلامية لعمان عاصمة الثقافة العربية ممل سهل تحويل أشهر الروايات الأردنية إلى مسلسلات درامية إذاعية.